# شرکت انتشاراتی نیهون جیتسوگیو
شرکت انتشاراتی نیهون جیتسوگیو (به ژاپنی: 日本実業出版社 にほんじつぎょうしゅっぱんしゃ)، یکی از شرکت‌های انتشاراتی ژاپن است. این انتشارات در سال ۱۹۵۰ میلادی شروع به فعالیت کرده است.
در طیف گسترده‌ای از فعالیت‌های انتشاراتی، عمدتاً کتاب‌های مرتبط با تجارت مانند مدیریت، حسابداری، و مالیات، و همچنین کتاب‌های مربوط به صلاحیت/امتحان، کتاب‌های علمی/علمی و فناوری و کتاب‌های خودیاری مشغول است.